# Portieux
Portieux là một xã, nằm ở tỉnh Vosges trong vùng Grand Est của Pháp. Xã này có diện tích 7,9 km², dân số năm 2004 là 1316 người. Xã này nằm ở khu vực có độ cao trung bình 296 m trên mực nước biển.

## Biến động dân số
| 1962                                         | 1968 | 1975 | 1982 | 1990 | 1999 |
| -------------------------------------------- | ---- | ---- | ---- | ---- | ---- |
| 2039                                         | 2163 | 1952 | 1750 | 1492 | 1411 |
| Số liệu từ năm 1962: Dân số không tính trùng |      |      |      |      |      |